# Coupe Spengler 1933
Navigation
Édition précédente Édition suivante
La Coupe Spengler 1933 est la 11e édition de la Coupe Spengler. Elle se déroule en décembre 1933 à Davos, en Suisse.

## Règlement du tournoi
Les six équipes sont réparties en deux groupes de trois équipes chacun. Le groupe A est composé du Hockey Club Davos, de l'Université d'Oxford et du GC Zurich. Le groupe B est composé du LTC Prague, des Rapides de Paris et de l'Université de Cambridge.
Les équipes jouent un match contre chacune des autres équipe de son groupe. La deuxième équipe du groupe A rencontre la deuxième équipe du groupe B pour la 3e place. Les premiers de chaque groupe se rencontrent afin de déterminer le vainqueur de la Coupe Spengler.

## Résultats

### Phase de groupes

#### Groupe A
| Clt   | Équipe              | PJ | V | VP | D | DP | BP | BC | Pts |
| ----- | ------------------- | -- | - | -- | - | -- | -- | -- | --- |
| +001, | HC Davos            | 2  | 1 | 0  | 1 | 0  | 3  | 2  | 2   |
| +002, | Université d'Oxford | 2  | 1 | 0  | 1 | 0  | 2  | 2  | 2   |
| +003, | GC Zurich           | 2  | 1 | 0  | 1 | 0  | 1  | 2  | 2   |

- Qualifié directement pour la finale

| décembre | HC Davos | 1-2 | Université de Oxford |  |

| décembre | GC Zurich | 0-2 | HC Davos |  |

| décembre | GC Zurich | 1-0 | Université d'Oxford |  |

#### Groupe B
| Clt   | Équipe                  | PJ | V | VP | D | DP | BP | BC | Pts |
| ----- | ----------------------- | -- | - | -- | - | -- | -- | -- | --- |
| +001, | Rapides de Paris        | 2  | 2 | 0  | 0 | 0  | 13 | 0  | 4   |
| +002, | LTC Prague              | 2  | 1 | 0  | 1 | 0  | 6  | 2  | 2   |
| +003, | Université de Cambridge | 2  | 0 | 0  | 2 | 0  | 1  | 18 | 0   |

- Qualifié directement pour la finale

| décembre | Rapides de Paris | 12-0 | Université de Cambridge |  |

| décembre | Université de Cambridge | 1-6 | LTC Prague |  |

| décembre | Rapides de Paris | 1-0 | LTC Prague |  |

### Phase finale

#### Match pour la3eplace
| 31 décembre | LTC Prague | 0-3 (0-1, 0-2, 0-0) | Université d'Oxford |  |

| Feuille de match | Feuille de match | Feuille de match | Feuille de match | Feuille de match |
| ---------------- | ---------------- | ---------------- | ---------------- | ---------------- |
|                  |                  |                  |                  |                  |
|                  |                  |                  |                  |                  |
|                  |                  |                  |                  |                  |
|                  |                  |                  |                  |                  |

#### Finale
| 31 décembre | HC Davos | 1-0 | Rapides de Paris |  |